# ルーツロックレゲエ
ルーツロックレゲエ（ルーツ・レゲエ、あるいは単にルーツとも呼ぶ）という言葉は、ジャマイカでスカとロックステディから発展したレゲエの1ジャンルである。ボブ・マーリーによってその用語が世界的に有名になった。

## 概要
ルーツロックレゲエの歌詞には、エチオピアの皇帝ハイレ・セラシエ1世を崇拝する宗教運動、ラスタファリアニズムの影響が現れている。政府当局や西洋社会からの圧迫への抵抗と、宗教的な忠誠が主要な歌詞のテーマになっており、「ジャー」という言葉は出現の頻度が高い。ジュニア・マーヴィンの「ポリス&シーブズ」、カルチャーの「トゥー・セブンス・クラッシュ」などはルーツ・レゲエの有名曲である。
ルーツロックレゲエは1970年代に隆盛を極め、ボブ・マーリー&ウェイラーズ、トゥーツ&メイタルズ、デニス・ブラウン、バーニング・スピア、ホレス・アンディ、グレゴリー・アイザックス、シュガー・マイノット、フレディ・マクレガーらの歌手、グループの他、リー・ペリー、ジョー・ギブス、バニー・リー、キング・タビー、コクソン・ドッドらプロデューサー、エンジニア達が多くの楽曲を残した。同時に、彼らの実験精神と、ジャマイカでの録音技術の向上により、ダブの作品も生まれた。
とりわけ、ルーツ・レゲエ全盛の1970年代の量産体制の中では、スタジオミュージシャンのアイデアと演奏法は斬新だった。レヴォリューショナリーズ（スライ&ロビー）、ロッカーズ、アップセッターズ、ルーツ・ラディクスらが、次々と新しいリディムを作っていった。
80年代中盤以降はドラムマシンやシンセサイザーを使った打ち込みによるダンスホール・レゲエが次第に流行し始め、歌詞の内容もセックス、暴力といったテーマが増え、「ルーツレゲエは次第に下火に」なる。しかしルーツレゲエは、21世紀に入ってからもジャマイカをはじめ、ブラジル、アメリカ(特に東海岸)、イギリスなどで、一部の人々によって親しまれ演奏され続けている。